# Brad Barritt
Pas d'image ? Cliquez ici

a Compétitions nationales et continentales officielles uniquement.

b Matchs officiels uniquement.
Dernière mise à jour le 15 février 2019.
Brad Barritt, né le 7 août 1986 à Durban (Afrique du Sud), est un joueur international anglais d'origine sud-africaine de rugby à XV jouant aux postes de centre ou de demi d'ouverture. 
Il joue avec les Saracens de 2008 à 2020 et l'équipe d'Angleterre de 2012 à 2015.

## Biographie

### Début de carrière en Afrique du Sud (2006-2009)
Brad Barritt commence sa carrière en 2006 avec les Sharks dans le Super 14 et les Natal Sharks en Currie Cup. 
En 2007, il perd la finale du Super 14, après une défaite 20 à 19 face aux Bulls. En juin suivant, il remporte la Coupe des nations avec les Emerging Springboks, réserve de l'équipe nationale sud-africaine.
En 2008, il remporte la Currie Cup avec les Natal Sharks.

### Transfert aux Saracens, nombreux succès et international anglais (2009-2020)
Après sa victoire en Currie Cup, Brad Barritt s'en va ensuite en Angleterre et s'engage avec les Saracens, entraînés par Eddie Jones. Il a alors 21 ans.
Barritt est choisi par le sélectionneur anglais Martin Johnson pour jouer avec les England Saxons (équipe réserve de l'Angleterre) lors de la Churchill Cup en 2009. Il fait ses débuts contre les États-Unis en marquant un essai.
Il honore sa première cape internationale le 4 février 2012 lors du Tournoi des Six Nations 2012 contre l'Écosse.
Il est même titulaire lors du premier match de la Coupe du monde 2015, en Angleterre, face aux Fidji, preuve de l'importance prise par le natif de Durban dans sa nouvelle sélection. Et ce malgré la forte concurrence au poste de centre dans le XV de la Rose, avec des joueurs tels que Jonathan Joseph, Henry Slade ou encore Sam Burgess,.
En 2017, il fait partie de l'équipe type du Championnat d'Angleterre.
Il annonce quitter la Saracens à la fin de la saison 2019-2020, après douze ans au club. Ce départ marque la fin de sa carrière sportive.

## Statistiques en équipe nationale
- 26 sélections
- 10 points (deux essais)
- Sélections par année : 11 en 2012, 5 en 2013, 6 en 2014, 4 en 2015
- Tournois des Six Nations disputés : 2012, 2013, 2014

Brad Barritt dispute une édition de la Coupe du monde, en 2015, où il obtient trois sélections, contre les Fidji, le pays de Galles, et l'Australie.

## Palmarès

### En club
- Sharks
  - Finaliste du Super 14 en 2007
- Natal Sharks
  - Vainqueur de la Currie Cup en 2008
- Saracens
  - Finaliste du Championnat d'Angleterre en 2010
  - Vainqueur du Championnat d'Angleterre en 2011 et 2015, 2016, 2018 et 2019
  - Vainqueur de la Coupe d'Europe en 2016, 2017 et 2019

### Distinctions personnelles
- Membre de l'équipe type du Championnat d'Angleterre en 2017